# Міжмостний (острів)
Міжмостний острів — невеликий заплавний острів, який знаходиться між Північним та Петрівським залізничним мостами на заострівному рукаві Десни у Києві. Острів знаходиться в межах Дніпровського району міста Києва. Площа острова 18 га.

## Історія

### XIX-поч. ХХ ст.
На мапах XIX ст., сучасний острів Міжмостний являв собою видовжений півострів острова Муромець, розташований у гирла каналу прокладеного між островами Труханів та Муромцем. Цей канал був створений саперами у 1777 р. і мав назву «Пробитець». Станом на початок XIX ст. він перетворився на широку протоку між островами, яку називали власне Чорториєм, на відміну від заострівного рукава Десни, який називали Десенка. Саме в такому значенні вживаються ці топоніми станом на середину XIX ст., зокрема гідрологом М. Максимовичем, який керував роботами з регуляції Дніпра в Києві. У 1851 р. Чорторий було перекрито греблею. На місці Чорторию таким чином з часом утворився перешийок між островами. Було перекрито також протоки, які перетинали острів Муромець: Небешівську та Бобровню. Такою ситуацію показано станом на мапах 1894, 1896, 1903 та 1910 рр. 

### ХХ ст.
На мапі 1930 р. в районі сучасного острова Міжмостного топографічна ситуація не зазнала суттєвих змін. Втім, в цей час острів Міжмостний був додатково був з’єднаний з островом Муромець двома дамбами, які добре помітні на мапі 1943 р. Цікаво також, що затока по трасі колишнього «Пробитця» – Чорторию, в цей час отримала назву – затока Чорторий. З такою назвою вона фігурує і на деяких сучасних мапах. 1943 р. на острові Муромець з боку лівого берега, був прокладений міст, який пройшов трасою колишнього перешийка. Останній з півночі сполучав острів Міжмостний з островом Муромець. У 1941 та в 1943 р. по трасі цього мосту і далі на правий берег (траса сучасного Північного мосту) діяла радянська понтонна переправа. Картографія 1940-х рр. представляє острів як суцільно вкритий луками. Наявність дамб та мосту дозволяла мешканцям прилеглих сіл вивозити звідси сіно. Станом на 1945-1978 р. острів Міжмостний зберігав зв’язок з Муромцем. Точно встановити коли острів втратив цей зв’язок по картографічних матеріалах важко. Імовірно це відбулося у 1976-78 рр. внаслідок підняття рівня води у Дніпрі у зв`язку з будівництвом Канівського водосховища. На лоції 1982 р. Міжмостний острів представлений як відокремлений острів. Присутня і затока Чорторий. 

### Сучасний стан
Наразі острів Міжмостний повністю ізольований від Муромця та лівого берега. Проте фрагменти південної дамби збереглися до наших днів. Натомість північна дамба імовірно затоплена. Зважаючи на ізольованість на острові присутні лише окремі стоянки рибалок. Від колишніх лук не лишилося й сліду - острів після припинення затоплення вкрився заплавним лісом.

## Природна цінність
Острів Міжмостний має знижений західний та підвищений східний берег. На його підвищеному східному березі існують зарості шелюги. Тут влітку концентруються відпочивальники. Натомість ближче до західного узбережжя розташовані заболочені ділянки, які обмежують доступ відвідувачів в західну частину острова. Велику цінність становить старовіковий тополево-вербовий ліс на острові. Головними деревами виступають тополя біла (Populus alba) та чорна (Populus nigra), осика (Populus tremula), верба біла (Salix alba), липа (Tilia cordata), в'яз (Ulmus laevis). Тут як домішка часто зростає клен американський (Acer negundo). Часто зустрічається ліани — хміль (Humulus lupulus) та дівочий виноград прикріплений (Parthenocissus inserta). В тутешніх лісах широко поширені бугила лісова (Anthriscus sylvestris), лобода біла (Chenopodium album) та ожина сиза (Rubus caesius).
Внаслідок наявності усихаючи та дуплистих дерев, він надзвичайно цінний для підтримання тваринного і грибного біорізноманіття заплави.
На західному узбережжі розташовано три затоки. На них зберігся розвинений комплекс водної та прибережно-водної рослинності за участі занесеної до Червоної книги України (2009 р.) сальвінії плавучої, а також глечиків жовтих та латаття білого, які охороняються рішенням Київради № 219/940 від 29.06.2000 р. та № 880/2029 від 23.12.2004 р.
В затоках тримаються крижні (Anas platyrhynchos) та нагулюються зграї мальків риб.

## Загрози
Острову загрожує надмірна рекреація, господарське освоєння та використання його як джерела для гідронамиву піску.

## Охорона
В 2019 р. за ініціативою Київського еколого-культурного центру увійшов до ландшафтного заказника місцевого значення «Труханів острів». Надалі передбачається до включення до заповідної зони Національного природного парку «Дніпровські острови».